# Wielka Rówień

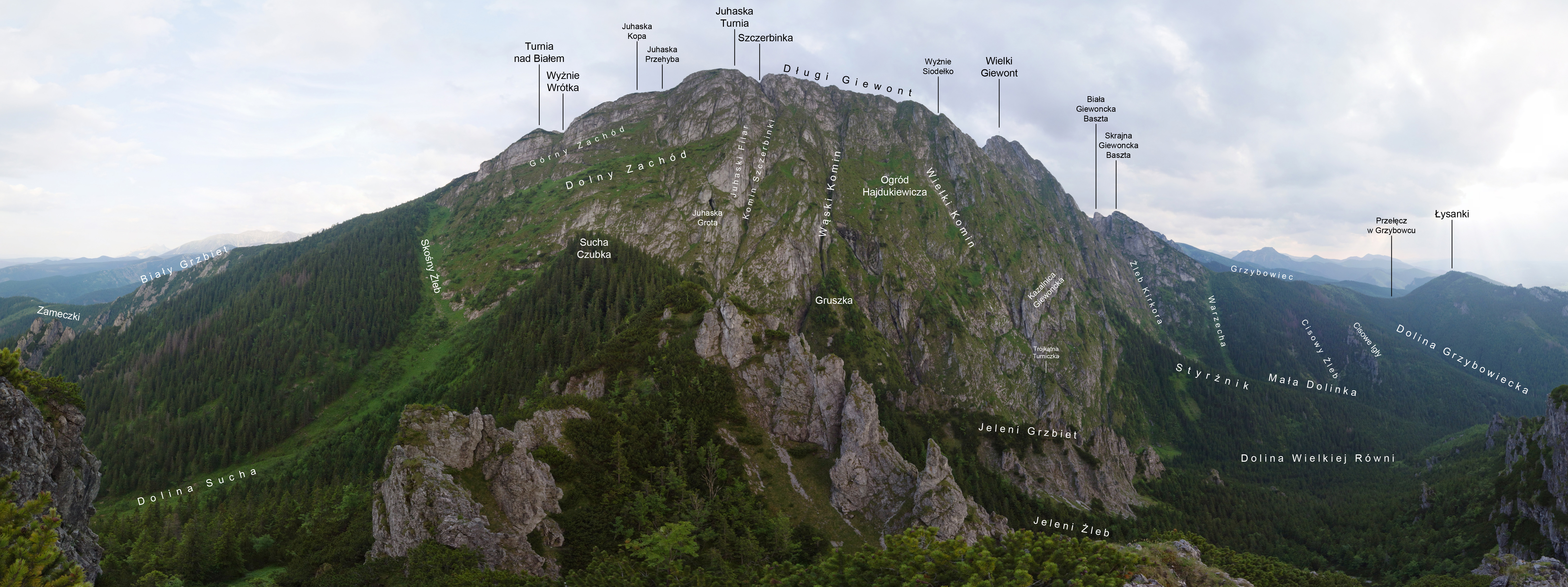

Wielka Rówień – rówień pod północnymi ścianami Długiego Giewontu w Tatrach Zachodnich. Położona jest na wysokości około 1200–1260 m, jest stosunkowo płaska, ale pochyła. Dawniej była trawiasto-piarżysta i bezleśna, była wypasana i należała do Hali Strążyskiej. Wypasu zaprzestano tutaj już dawno i rówień zarosła lasem świerkowym.
Do Wielkiej Równi opadają dwa żleby: Banie i Jeleni Żleb oraz wielkie kominy ze ścian Długiego Giewontu. Lawiny i ulewne deszcze znoszą nimi duże ilości gruzu skalnego, który spływa lasem przez Wielką Rówień.
Od nazwy Wielkiej Równi pochodzi nazwa dolinki, w której się ona znajduje – Dolina Wielkiej Równi będąca południowo-wschodnim odgałęzieniem Doliny Strążyskiej. Władysław Cywiński dolinkę tę opisuje natomiast jako Dolinkę do Bani – ta nazwa pochodzi od tego, że w żlebie Banie dawniej istniały kopalnie rudy żelaza, tzw. banie. Dawniej na Wielką Rówień prowadziły dwa znakowane szlaki turystyczne: niebiesko-żółty zaczynający się poniżej Siklawicy i czerwony z Czerwonej Przełęczy. Dla turystów jest to obszar od dawna już zamknięty, jeszcze do niedawna bywali tutaj z rzadka (kilka razy w roku) taternicy, którzy wspinali się na północne ściany w masywie Giewontu. W. Cywiński pisze: „Widok na ścianę Długiego Giewontu jest stąd imponujący”. Obecnie również taternikom TPN zabronił wspinaczki na ścianach Giewontu, tworząc tutaj obszar ochrony ścisłej.